# Caldeirada

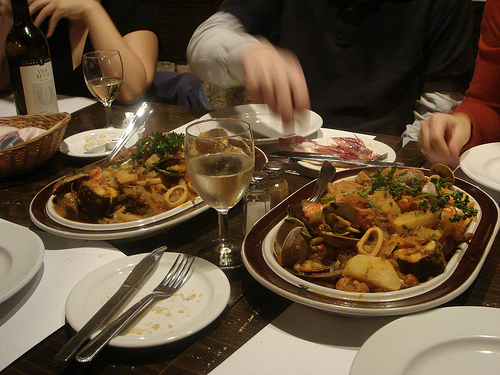
Caldeirada servida

La caldeirada de peixe (o simplemente caldeirada) es un cocido tradicional de la cocina portuguesa y gallega elaborado con diferentes pescados cocidos juntos en un caldero (de aquí su nombre), similar a la bouillabaisse francesa, al suquet de pescado mediterráneo y a la parihuela peruana. Es un plato que se sirve caliente y sencillo de  preparación, es típico alimento de los pescadores de la zona costera del Atlántico tanto de Portugal como del norte de España.

## Características
El ingrediente principal es una variada oferta de pescados, generalmente se usa rodaballo, congrio, merluza, raya, etc, Admite todo tipo de pescados y patatas cortadas en panadera (rodajas) junto con cebolla, la cocción se realiza en unos veinte minutos y suele aromatizarse con hojas de laurel y pimienta negra y un poco de vinagre. Antiguamente los pescadores empleaban en la caldeirada los pescados de menor valor, o aquellos que se rompían en las redes de pescar, a veces para sazonar el pescado se le añadía algo de agua del mar al caldeiro.

## Servir
La caldeirada puede ser más o menos líquida dependiendo de la cantidad de pescado empleada, en algunos casos es una sopa con gran sabor concentrado de pescado, en otros casos es un plato lleno de trozos de pescado cocido. En cualquier caso se sirve siempre caliente, en Portugal suelen acompañarse con unos pedazos de pan tostado (pão torrado) para poder aprovechar la sopa. Se suele acompañar bien con un vinho verde o un ribeiro.